# Parietaria decoris
Parietaria decoris är en nässelväxtart som beskrevs av N. G. Miller. Parietaria decoris ingår i släktet väggörter, och familjen nässelväxter. Inga underarter finns listade i Catalogue of Life.